# Терасіма Муненорі

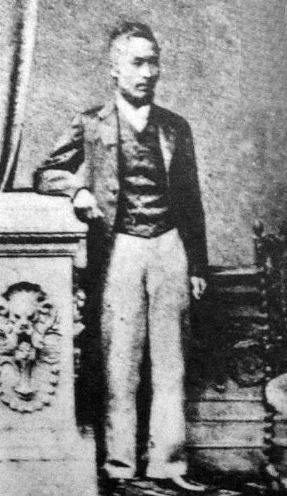
Терасіма Муненорі

Терасі́ма Мунено́рі (яп. 寺島宗則, てらしまむねのり, МФА: [teɾaɕima munenoɾʲi]; 21 червня 1832 — 6 червня 1893) — японський державний діяч, політик, дипломат. Прозваний «батьком японського телеграфу».
Походив з Сацума-хану. Голова префектури Канаґава (1868—1869). Міністр закордонних справ (1873—1879), культури (1879—1880). Голова Сенату Японії (1881—1882), віце-голова Таємної Ради (1888—1891). Ухвалив Санкт-Петербурзький договір 1875 року, добивався скасування нерівноправних угод Японії з іноземними державами.